# Trichoptya subspurcata
Trichoptya subspurcata là một loài bướm đêm trong họ Noctuidae.